# Psittacanthus crassifolius
Psittacanthus crassifolius là một loài thực vật có hoa trong họ Loranthaceae. Loài này được (Martius ex Roemer & Schultes) G. Don miêu tả khoa học đầu tiên năm 1834.